# フリードリヒ・フランツ・ツー・メクレンブルク
フリードリヒ・フランツ・ツー・メクレンブルク（ドイツ語: Friedrich Franz Herzog zu Mecklenburg, 1910年4月22日 - 2001年7月31日）は、ドイツのメクレンブルク＝シュヴェリーン大公国の大公世子（Erbgroßherzog）で、メクレンブルク＝シュヴェリーン大公家家長（1945年 - 2001年）。フリードリヒ・フランツ5世（ドイツ語: Friedrich Franz V.）とも呼ばれる。

## 生涯
最後のメクレンブルク＝シュヴェリーン大公フリードリヒ・フランツ4世と、その妃でハノーファー王太子・カンバーランド公エルンスト・アウグストの娘であるアレクサンドラの間の長男（第1子）として生まれた。1918年11月のドイツ革命と同時に君主制が崩壊したため、大公世子の身分を失った。
1931年5月、父の反対を押し切って国家社会主義ドイツ労働者党（NSDAP）に入党し、同党の親衛隊（SS）に加わって1936年には親衛隊大尉に昇進した。第二次世界大戦中はドイツの占領地域デンマーク（伯母のアレクサンドリーネがデンマーク王妃であった）に駐屯し、デンマーク駐在のドイツ全権大使ヴェルナー・ベストの副官を務めた。1944年の夏の数ヶ月間、フリードリヒ・フランツは武装親衛隊の戦車軍団に所属している。
1941年にブレスラウ出身の下級貴族の娘カリン・フォン・シャーパー（1920年 - 2012年）と結婚した。この結婚はメクレンブルク家の家内法では貴賤結婚と見なされ、1943年にメクレンブルク大公家が招集した評議会の決定により、大公家の資産相続権を弟のクリスティアン・ルートヴィヒに譲ることを余儀なくされた。1967年にカリンといったん離婚したが、10年後の1977年に復縁した。カリンとの間に子供は無かった。
1996年にクリスティアン・ルートヴィヒが男子のないまま死去すると、フリードリヒ・フランツはメクレンブルク＝シュヴェリーン家最後の男子となることが確実となった。また、メクレンブルク＝シュトレーリッツ家の正嫡の家系は1934年に断絶しており、継承権のない分家のカーロフ伯爵家が養子に入って家名を受け継いでいたため、メクレンブルク家全体で見ても最後の正嫡の男子であった。フリードリヒ・フランツは2001年に死去し、ドイツで最も古い諸侯家門だったメクレンブルク家の正嫡の系統は断絶した。